# Charles Rocket
Charles Rocket, geboren als Charles Adams Claverie (* 24. August 1949 in Bangor, Maine; † 7. Oktober 2005 in Canterbury, Connecticut) war ein US-amerikanischer Schauspieler und Komiker.

## Leben und Karriere
Charles Rocket studierte Ende der 1960er-Jahre an der Rhode Island School of Design und wurde nebenbei ein wichtiges Mitglied der dortigen Kunstszene. Er spielte in einer Band namens Fabulous Motels, drehte mehrere Kurzfilme und absolvierte erste Auftritte als Bühnenkomiker. In den 1970er-Jahren arbeitete er als Nachrichtenmoderator für kleinere Fernsehsender in Rhode Island und Colorado. Seinen Durchbruch als Komiker schaffte er im Jahr 1980, als er ohne vorherige Erfahrung bei großen Fernsehsendern als Ensemblemitglied für die legendäre Fernsehshow Saturday Night Live verpflichtet wurde. Am 21. Februar 1981 trat er in einer Parodie auf die Dallas-Fernsehepisode, in der Larry Hagmans Figur des J.R. vermeintlich erschossen wird, auf. Rocket wird in dieser Saturday Night Live-Episode angeschossen und gefragt, wie es denn sei, erschossen worden zu sein. Rocket antwortete mit: „Oh man, it's the first time I've ever been shot in my life. I'd like to know who the fuck did it“. Das Nennen von Schimpfwörtern war 1981 im amerikanischen Fernsehen außergewöhnlich und es folgten Beschwerden der Zuschauer. Rocket und mehrere Autoren sowie Mitdarsteller wurden daraufhin entlassen, zumal die Einschaltquoten von Saturday Night Live zu diesem Zeitpunkt sowieso enttäuschend waren.
Nach seiner Entlassung bei Saturday Night Live trat Rocket weiterhin als Bühnenkomiker auf und konnte sich ab Mitte der 1980er-Jahre als Filmschauspieler in Hollywood etablieren. In Kevin Costners Western Der mit dem Wolf tanzt verkörperte er 1990 die Figur des Lieutenant Elgin. In vielen Komödien übernahm der hochgewachsene, muskulöse Schauspieler die Rolle von leicht erregbaren Nebenfiguren, die mit den komischen Hauptfiguren aneinandergeraten. Beispielsweise übernahm er 1994 in der erfolgreichen Komödie Dumm und Dümmer die Rolle des aalglatten Filmschurken Nicholas Andre. Durch seinen Auftritt in Robert Altmans Film Short Cuts (1993) war Rocket als Teil des Schauspielerensembles Gewinner des Golden Globe 1994 (Special Award) und des Film Festivals von Venedig 1993 (Coppa Volpi). Im selben Jahr war er in der Disney-Komödie Hocus Pocus als Familienvater der Dennisons zu sehen. Daneben war Rocket auch in wiederkehrenden Rollen in Fernsehserien wie Das Model und der Schnüffler, Tequila und Bonetti sowie Ein Hauch von Himmel zu sehen, in letzterer Serie verkörperte er den Todesengel Adam.
Im Oktober 2005 wurde der 56-jährige Rocket tot auf einem Feld nahe seinem Haus in Connecticut aufgefunden, es handelte sich um einen Suizid. Er war von 1972 bis zu seinem Tod mit Mary Elizabeth Crellin verheiratet, das Paar hatte einen Sohn.

## Filmografie (Auswahl)
- 1980–1981: Saturday Night Live (Fernsehshow)
- 1985: Hardcastle & McCormick (Fernsehserie, Folge Eine kostspielige Beerdigung)
- 1985–1989: Das Model und der Schnüffler (Moonlightning, Fernsehserie, 6 Folgen)
- 1986: Miami Vice (Fernsehserie, 1 Folge)
- 1987–1988: Max Headroom (Fernsehserie, 4 Folgen)
- 1988: Zebo, der Dritte aus der Sternenmitte (Earth Girls Are Easy)
- 1990: Der mit dem Wolf tanzt (Dances with Wolves)
- 1991: Jack allein im Serienwahn (Delirious)
- 1991: Parker Lewis – Der Coole von der Schule (Parker Lewis Can’t Lose, Fernsehserie, 1 Folge)
- 1992: Tequila und Bonetti (Tequila and Bonetti, Fernsehserie, 12 Folgen)
- 1993: Hocus Pocus
- 1993: Küss mich, Kleiner! (Flying Blind, Fernsehserie, 11 Folgen)
- 1993: Short Cuts
- 1994: Dumm und Dümmer (Dumb & Dumber)
- 1994: Wagons East!
- 1994: Was ist Pat?  (It's Pat)
- 1994–2003: Ein Hauch von Himmel (Touched by an Angel, Fernsehserie, 12 Folgen)
- 1995: Tom und Huck (Tom and Huck)
- 1997: Ein Vater zuviel (Fathers’ Day)
- 1997: Mord im Weißen Haus (Murder at 1600)
- 1997: Killing Grounds
- 1999: Akte X – Die unheimlichen Fälle des FBI (Fernsehserie, Folge Three of a Kind)
- 1999: Star Trek: Raumschiff Voyager (Fernsehserie, Folge The Disease)
- 2000: Normal, Ohio (Fernsehserie, 7 Folgen)
- 2003: Shade
- 2003: King of Queens (The King of Queens, Fernsehserie, 1 Folge)
- 2004: Criminal Intent – Verbrechen im Visier (Fernsehserie, Folge Hochexplosiv)
- 2008: Fly Me to the Moon (posthum veröffentlicht)